# Избори за заступнике у Хрватски сабор 2024.
Избори за заступнике једанаестог сазива Хрватског сабора одржани су у уторак 16. априла (у дијаспори) и среду, 17. априла 2024 године. Уследили су пред изборе за Европски парламент 2024.
Државна изборна комисија саопштила је да је до 11.30 часова на овим изборима учествовало 24,18 % бирача (укупно 747 986 гласова). Тако је излазност до 11.30 скоро за трећину већа него на изборима 2020. године, када јегласало 18.09 % бирача, али и највећа од када је комисија објавила излазност до 11.30 часова.

## Изборни систем
Изабран је 151 посланик и то:
- Хрватска је подељена на десет изборних јединица. У свакој изборној јединици, 14 мандата се пропорционално додељује Д'онтовим системом за укупно 140 мандата. Примењује се преференцијално гласање и изборни цензус од 5 %.
- Три посланичка места бирају Хрвати ван домовине (11. изборна јединица).
- Осам мандата бирају припадници националних мањина (12. изборна јединица).

Хрватски сабор у септембру 2023. усвојио је нови Закон о изборним јединицама за избор заступника у Хрватски сабор којим се не мења постојећи изборни систем, али се у одређеној мери мења просторна покривеност изборних јединица, због чега ће око петине бирача (22 %) да промене јединицу у којој живе.

## Резултати
Хрватска демократска заједница је четврти пут заредом освојила највише гласова на парламентарним изборима, али није успела да освоји довољан број мандата за већину у Сабору. ХДЗ осваја 61 мандат, док другопласирана коалиција Ријека Правде осваја 42 мандата и теоретски може формирати владу.
Сматра се да је за формирање нове владе пресудан трећепласирани Домовински покрет, који је освојио 14 мандата.
| Коалиција        | Коалиција             | Гласови   | Гласови | Гласови | Мандати | Мандати |
| Коалиција        | Коалиција             | Укупно    | %       | Разлика | Укупно  | +/-     |
| ---------------- | --------------------- | --------- | ------- | ------- | ------- | ------- |
|                  | ХДЗ и партнери        | 729.949   | 34,32 % | –2,84 % | 61      | 5       |
|                  | Ријеке правде         | 538.748   | 25,40 % | +0,53 % | 42      | 1       |
|                  | ДП и партнери         | 202.714   | 9,56 %  | –1,33 % | 14      | 2       |
|                  | Mост–Суверенисти      | 169.988   | 8,02 %  | +0,63 % | 11      | 3       |
|                  | Можемо!               | 193.051   | 9,10 %  | +2,11%  | 10      | 6       |
|                  | Наша Хрватска и други | 34.638    | 1,63 %  | —       | 4       | 1       |
|                  | Фокус–Република       | 47.715    | 2,25 %  | —       | 1       | ± 0     |
|                  | Националне мањине     | —         | —       | —       | 8       | ± 0     |
|                  | Остали                | 178.146   | 8,40 %  | —       | 0       | ± 0     |
| Укупно           | Укупно                | 2.120.779 | 100 %   | 100 %   | 151     | 151     |
| Важећи гласови   | Важећи гласови        | 2.120.779 | —       | —       |         |         |
| Неважећи гласови | Неважећи гласови      | 59.632    | —       | —       |         |         |
| Излазност        | Излазност             | 2.216.763 | 62,30 % | 15,4 %  |         |         |
| Број бирача      | Број бирача           | 3.558.089 | 100 %   | 100 %   |         |         |

### По изборним јединицама
| I.                       | 230.550   | 14  | 27,65 % (5)  | 24,37 % (4)  | 9,29 % (1)  | 7,43 % (1)  | 19,87 % (3) | 0,91 % (0)  | 3,44 % (0)  |   |   |   |
| II.                      | 202.854   | 14  | 35,34 % (6)  | 24,83 % (4)  | 11,13 % (2) | 9,07 % (1)  | 8,57 % (1)  | 1,16 % (0)  | 2,75 % (0)  |   |   |   |
| III.                     | 211.710   | 14  | 27,56 % (5)  | 36,75 % (6)  | 5,06 % (0)  | 3,83 % (0)  | 6,24 % (1)  | 12,20 % (2) | 0,85 % (0)  |   |   |   |
| IV.                      | 202.567   | 14  | 41,81 % (7)  | 25,20 % (4)  | 13,07 % (2) | 6,04 % (1)  | 5,49 % (0)  | 1,00 % (0)  | 0,96 %% (0) |   |   |   |
| V.                       | 177.190   | 14  | 42,78 % (7)  | 19,57 % (3)  | 19,30 % (3) | 8,48 % (1)  | 3,60 % (0)  | 0,42 % (0)  | 0,98 % (0)  |   |   |   |
| VI.                      | 236.121   | 14  | 24,84 % (4)  | 23,81 % (4)  | 8,70 % (1)  | 9,50 % (1)  | 18,14 % (3) | 0,60 % (0)  | 7,75 % (1)  |   |   |   |
| VII.                     | 194.831   | 14  | 41,31 % (7)  | 25,35 % (4)  | 8,64 % (1)  | 6,61 % (1)  | 6,93 % (1)  | 0,69 % (0)  | 1,64 % (0)  |   |   |   |
| VIII.                    | 205.518   | 14  | 21,28 % (4)  | 33,36 % (6)  | 4,02 % (0)  | 5,71 % (1)  | 10,24 % (1) | 15,92 % (2) | 1,88 % (0)  |   |   |   |
| IX.                      | 202.706   | 14  | 39,74 % (7)  | 19,38 % (3)  | 10,64 % (2) | 12,08 % (2) | 4,44 % (0)  | 0,89 % (0)  | 0,99 % (0)  |   |   |   |
| X.                       | 216.320   | 14  | 37,00 % (6)  | 25,46 % (4)  | 10,83 % (2) | 11,46 % (2) | 5,27 % (0)  | 0,53 % (0)  | 0,49 % (0)  |   |   |   |
| Хрватска дијаспора (XI.) | 40.412    | 3   | 79,45 % (3)  | —            | —           | 6,64 % (0)  | 3,07 % (0)  | —           | 0,49 % (0)  |   |   |   |
| Националне мањине (XII.) |           | 8   | —            | —            | —           | —           | —           | —           | —           | — | — | — |
| Укупно                   | 2.120.779 | 151 | 34,32 % (61) | 25,40 % (42) | 9,56 % (14) | 8,02 % (11) | 9,10 % (10) | 1,63 % (4)  | 2,25 % (1)  |   |   |   |